# Tatsiana Stukalava
Tatsiana Siarheyeuna Stukalava (biélorusse : Тацяна Сяргееўна Стукалава), née le 3 octobre 1975 à Vitebsk (RSS de Biélorussie), est une ancienne haltérophile biélorusse. Elle est médaillée de bronze aux Jeux de 2004.

## Carrière
En 2002, elle termine 8e en -63 kg aux championnats du monde.
Représentant la Biélorussie aux Jeux olympiques d'été de 2004, Tatsiana Sukalava remporte la médaille de bronze en -63 kg avec 222,5 kg derrière l'Ukrainienne Nataliya Skakun (242,5 kg) et sa compatriote Hanna Batsiushka (242,5 kg).

## Palmarès

### Jeux olympiques
- Jeux olympiques d'été de 2004 à Athènes ( Grèce) :
  -  médaille de bronze en -63 kg